# Alfred Michiels
Joseph Alfred Xavier Michiels, född den 25 december 1813 i Rom, död den 28 oktober 1892 i Paris, var en fransk konst- och litteraturhistoriker.
Michiels tillhörde en holländsk familj, som bosatte sig i Frankrike 1817. Han utgav Histoire de la peinture flamande et hollandaise (4 band, 1845; ny upplagga 1865–1876, i 10 band), vilket arbete invecklade honom i en hetsig polemik med Arsène Houssaye, L'architecture et la peinture en Europe depuis le IV:e siècle jusqu'à la fin du XVI:e (1853; flera upplagor), Rubens et l'école d'Anvers (1854; flera upplagor), Van Dyck et ses élèves (1881) och, på historiens område, Histoire secrète du gouvernement autrichien (1859) med mera. Dessutom skrev han Contes des montagnes (1857) med flera skönlitterära arbeten.